# Saison 2022-2023 des Timberwolves du Minnesota
La saison 2022-2023 des Timberwolves du Minnesota est la 34e saison de la franchise en National Basketball Association (NBA).

## Draft
| Tour | Choix | Joueur          | Poste | Nationalité | Provenance                   |
| ---- | ----- | --------------- | ----- | ----------- | ---------------------------- |
| 1    | 19    | Jake LaRavia    | F     | États-Unis  | Demon Deacons de Wake Forest |
| 2    | 40    | Bryce McGowens  | G     | États-Unis  | Cornhuskers du Nebraska      |
| 2    | 48    | Kendall Brown   | F     | États-Unis  | Bears de Baylor              |
| 2    | 50    | Matteo Spagnolo | G     | Italie      | Guerino Vanoli Basket        |

## Matchs

### Summer League
| Summer League Total: 2-3 |

| Match | Date match | Équipe    | Score    | Meilleur marqueur  | Meilleur rebondeur       | Meilleur passeur    | Lieux Spectateurs      | Série |
| ----- | ---------- | --------- | -------- | ------------------ | ------------------------ | ------------------- | ---------------------- | ----- |
| 1     | 8 juillet  | Denver    | V 85-78  | Josh Minott (22)   | Josh Minott (10)         | Minott, Shayok (3)  | Cox Pavilion 0         | 1 - 0 |
| 2     | 10 juillet | Memphis   | D 63-70  | Kevon Harris (17)  | David McCormack (en) (9) | Moore, Spagnolo (2) | Cox Pavilion 0         | 1 - 1 |
| 3     | 13 juillet | Milwaukee | D 75-87  | Kevon Harris (16)  | Josh Minott (11)         | Harris, Shayok (4)  | Thomas & Mack Center 0 | 1 - 2 |
| 4     | 14 juillet | Brooklyn  | D 83-102 | Wendell Moore (16) | Josh Minott (12)         | Wendell Moore (5)   | Cox Pavilion 0         | 1 - 3 |
| 5     | 16 juillet | Charlotte | V 89-86  | Kevon Harris (23)  | Marial Shayok (6)        | Marial Shayok (10)  | Cox Pavilion 0         | 2 - 3 |

### Pré-saison
| Pré-saison Total: 4-1 (Domicile : 0-1; Extérieur : 4-0) |

| Match | Date match | Équipe          | Score     | Meilleur marqueur     | Meilleur rebondeur     | Meilleur passeur      | Lieux Spectateurs       | Série |
| ----- | ---------- | --------------- | --------- | --------------------- | ---------------------- | --------------------- | ----------------------- | ----- |
| 1     | 4 octobre  | @ Miami         | V 121-111 | Anthony Edwards (24)  | Nathan Knight (7)      | Jordan McLaughlin (5) | FTX Arena 19 600        | 1 - 0 |
| 2     | 6 octobre  | @ L.A. Lakers   | V 114-99  | Trois joueurs (13)    | Rudy Gobert (12)       | Jordan McLaughlin (6) | T-Mobile Arena 7 311    | 2 - 0 |
| 3     | 9 octobre  | @ L.A. Clippers | V 119-117 | Naz Reid (20)         | Naz Reid (11)          | Trois joueurs (6)     | Crypto.com Arena 16 466 | 3 - 0 |
| 4     | 12 octobre | @ L.A. Lakers   | V 118-113 | Naz Reid (22)         | Naz Reid (13)          | D'Angelo Russell (8)  | Crypto.com Arena 18 754 | 4 - 0 |
| 5     | 14 octobre | Brooklyn        | D 102-112 | D'Angelo Russell (17) | Karl-Anthony Towns (9) | D'Angelo Russell (6)  | Target Center 12 787    | 4 - 1 |

### Saison régulière
| Saison régulière Total: 42-40 (Domicile : 22-19; Extérieur : 20-21) |

| Match | Date match | Équipe          | Score          | Meilleur marqueur       | Meilleur rebondeur      | Meilleur passeur     | Lieux Spectateurs    | Série |
| ----- | ---------- | --------------- | -------------- | ----------------------- | ----------------------- | -------------------- | -------------------- | ----- |
| 1     | 19 octobre | Oklahoma City   | V 115-108      | Rudy Gobert (23)        | Rudy Gobert (16)        | Edwards, Towns (7)   | Target Center 17 136 | 1 - 0 |
| 2     | 21 octobre | Utah            | D 126-132 (OT) | Anthony Edwards (30)    | Rudy Gobert (23)        | D'Angelo Russell (7) | Target Center 17 136 | 1 - 1 |
| 3     | 23 octobre | @ Oklahoma City | V 116-106      | Anthony Edwards (30)    | Rudy Gobert (15)        | D'Angelo Russell (6) | Paycom Center 15 044 | 2 - 1 |
| 4     | 24 octobre | San Antonio     | D 106-115      | Karl-Anthony Towns (27) | Karl-Anthony Towns (11) | D'Angelo Russell (7) | Target Center 15 347 | 2 - 2 |
| 5     | 26 octobre | San Antonio     | V 134-122      | Anthony Edwards (34)    | Rudy Gobert (9)         | Edwards, Russell (9) | Target Center 16 165 | 3 - 2 |
| 6     | 28 octobre | L.A. Lakers     | V 111-102      | Anthony Edwards (29)    | Rudy Gobert (21)        | Russell, Towns (7)   | Target Center 17 136 | 4 - 2 |
| 7     | 30 octobre | @ San Antonio   | D 98-107       | Karl-Anthony Towns (26) | Rudy Gobert (12)        | Anthony Edwards (6)  | AT&T Center 15 053   | 4 - 3 |

| Match | Date match   | Équipe         | Score     | Meilleur marqueur       | Meilleur rebondeur      | Meilleur passeur       | Lieux Spectateurs                 | Série   |
| ----- | ------------ | -------------- | --------- | ----------------------- | ----------------------- | ---------------------- | --------------------------------- | ------- |
| 8     | 1er novembre | @ Phoenix      | D 107-116 | Edwards, Towns (24)     | Karl-Anthony Towns (10) | Karl-Anthony Towns (7) | Footprint Center 17 071           | 4 - 4   |
| 9     | 4 novembre   | Milwaukee      | D 102-115 | Anthony Edwards (24)    | Rudy Gobert (13)        | Karl-Anthony Towns (5) | Target Center 17 136              | 4 - 5   |
| 10    | 5 novembre   | Houston        | V 129-117 | Karl-Anthony Towns (25) | Karl-Anthony Towns (9)  | Jordan McLaughlin (11) | Target Center 16 412              | 5 - 5   |
| 11    | 7 novembre   | New York       | D 107-120 | Karl-Anthony Towns (25) | Karl-Anthony Towns (13) | D'Angelo Russell (8)   | Target Center 14 524              | 5 - 6   |
| 12    | 9 novembre   | Phoenix        | D 117-129 | Rudy Gobert (25)        | Rudy Gobert (11)        | Edwards, Russell (6)   | Target Center 16 062              | 5 - 7   |
| 13    | 11 novembre  | @ Memphis      | D 103-114 | Anthony Edwards (28)    | Karl-Anthony Towns (10) | D'Angelo Russell (8)   | FedExForum 16 939                 | 5 - 8   |
| 14    | 13 novembre  | @ Cleveland    | V 129-124 | D'Angelo Russell (30)   | Gobert, Towns (13)      | D'Angelo Russell (11)  | Rocket Mortgage FieldHouse 19 432 | 6 - 8   |
| 15    | 16 novembre  | @ Orlando      | V 126-108 | Anthony Edwards (35)    | Trois joueurs (8)       | Edwards, Russell (6)   | Amway Center 16 527               | 7 - 8   |
| 16    | 19 novembre  | @ Philadelphie | V 112-109 | Anthony Edwards (25)    | Rudy Gobert (13)        | D'Angelo Russell (7)   | Wells Fargo Center 20 515         | 8 - 8   |
| 17    | 21 novembre  | Miami          | V 105-101 | Karl-Anthony Towns (25) | Rudy Gobert (9)         | Karl-Anthony Towns (9) | Target Center 16 583              | 9 - 8   |
| 18    | 23 novembre  | @ Indiana      | V 115-101 | Karl-Anthony Towns (23) | Rudy Gobert (16)        | D'Angelo Russell (12)  | Gainbridge Fieldhouse 15 751      | 10 - 8  |
| 19    | 25 novembre  | @ Charlotte    | D 108-110 | Anthony Edwards (25)    | Rudy Gobert (17)        | D'Angelo Russell (10)  | Spectrum Center 17 924            | 10 - 9  |
| 20    | 27 novembre  | Golden State   | D 114-137 | Anthony Edwards (26)    | Rudy Gobert (10)        | D'Angelo Russell (6)   | Target Center 17 136              | 10 - 10 |
| 21    | 28 novembre  | @ Washington   | D 127-142 | Anthony Edwards (29)    | Anderson, Edwards (8)   | D'Angelo Russell (5)   | Capital One Arena 13 515          | 10 - 11 |
| 22    | 30 novembre  | Memphis        | V 109-101 | Anthony Edwards (29)    | Kyle Anderson (6)       | D'Angelo Russell (10)  | Target Center 15 980              | 11 - 11 |

| Match | Date match  | Équipe                | Score     | Meilleur marqueur     | Meilleur rebondeur   | Meilleur passeur      | Lieux Spectateurs              | Série   |
| ----- | ----------- | --------------------- | --------- | --------------------- | -------------------- | --------------------- | ------------------------------ | ------- |
| 23    | 3 décembre  | Oklahoma City         | D 128-135 | D'Angelo Russell (27) | Naz Reid (18)        | D'Angelo Russell (6)  | Target Center 17 136           | 11 - 12 |
| 24    | 7 décembre  | Indiana               | V 121-115 | D'Angelo Russell (28) | Rudy Gobert (21)     | Anthony Edwards (8)   | Target Center 15 472           | 12 - 12 |
| 25    | 9 décembre  | @ Utah                | V 118-108 | D'Angelo Russell (30) | Rudy Gobert (13)     | Kyle Anderson (12)    | Vivint Smart Home Arena 18 206 | 13 - 12 |
| 26    | 10 décembre | @ Portland            | D 118-124 | Anthony Edwards (26)  | Rudy Gobert (9)      | Anthony Edwards (7)   | Moda Center 18 324             | 13 - 13 |
| 27    | 12 décembre | @ Portland            | D 112-133 | D'Angelo Russell (23) | Rudy Gobert (20)     | D'Angelo Russell (8)  | Moda Center 18 021             | 13 - 14 |
| 28    | 14 décembre | @ L.A. Clippers       | D 88-99   | Anthony Edwards (19)  | Rudy Gobert (13)     | Kyle Anderson (5)     | Crypto.com Arena 14 063        | 13 - 15 |
| 29    | 16 décembre | @ Oklahoma City       | V 112-110 | Naz Reid (28)         | Anthony Edwards (11) | Anthony Edwards (7)   | Paycom Center 14 885           | 14 - 15 |
| 30    | 18 décembre | Chicago               | V 150-126 | Anthony Edwards (37)  | Jaden McDaniels (8)  | Anthony Edwards (11)  | Target Center 16 294           | 15 - 15 |
| 31    | 19 décembre | Dallas                | V 116-106 | Edwards, Reid (27)    | Edwards, Reid (13)   | Anthony Edwards (9)   | Target Center 16 627           | 16 - 15 |
| 32    | 21 décembre | Dallas                | D 99-104  | Anthony Edwards (23)  | Rudy Gobert (15)     | D'Angelo Russell (8)  | Target Center 16 164           | 16 - 16 |
| 33    | 23 décembre | @ Boston              | D 109-121 | Anthony Edwards (30)  | Rudy Gobert (12)     | D'Angelo Russell (10) | TD Garden 19 156               | 16 - 17 |
| 34    | 26 décembre | @ Miami               | D 110-113 | Anthony Edwards (29)  | Naz Reid (11)        | D'Angelo Russell (8)  | FTX Arena 19 911               | 16 - 18 |
| 35    | 28 décembre | @ La Nouvelle-Orléans | D 118-119 | Edwards, Russell (27) | Rudy Gobert (8)      | D'Angelo Russell (4)  | Smoothie King Center 18 669    | 16 - 19 |
| 36    | 30 décembre | @ Milwaukee           | D 114-123 | Anthony Edwards (30)  | Anthony Edwards (10) | D'Angelo Russell (7)  | Fiserv Forum 18 018            | 16 - 20 |
| 37    | 31 décembre | Détroit               | D 104-116 | Anthony Edwards (30)  | Rudy Gobert (10)     | Edwards, Russell (5)  | Target Center 16 233           | 16 - 21 |

| Match | Date match | Équipe                | Score          | Meilleur marqueur     | Meilleur rebondeur   | Meilleur passeur      | Lieux Spectateurs           | Série   |
| ----- | ---------- | --------------------- | -------------- | --------------------- | -------------------- | --------------------- | --------------------------- | ------- |
| 38    | 2 janvier  | Denver                | V 124-111      | Anthony Edwards (29)  | Anthony Edwards (10) | Kyle Anderson (8)     | Target Center 15 962        | 17 - 21 |
| 39    | 4 janvier  | Portland              | V 113-106      | Anthony Edwards (32)  | Rudy Gobert (12)     | D'Angelo Russell (7)  | Target Center 15 434        | 18 - 21 |
| 40    | 6 janvier  | L.A. Clippers         | V 128-115      | Gobert, Russell (25)  | Rudy Gobert (21)     | Anderson, Nowell (6)  | Target Center 17 136        | 19 - 21 |
| 41    | 8 janvier  | @ Houston             | V 104-96       | D'Angelo Russell (22) | Rudy Gobert (11)     | Anderson, Russell (6) | Toyota Center 18 055        | 20 - 21 |
| 42    | 11 janvier | @ Détroit             | D 118-135      | Anthony Edwards (20)  | Rudy Gobert (14)     | Anthony Edwards (6)   | Little Caesars Arena 15 906 | 20 - 22 |
| 43    | 13 janvier | Phoenix               | V 121-116      | Anthony Edwards (31)  | Rudy Gobert (12)     | Jaden McDaniels (6)   | Target Center 16 460        | 21 - 22 |
| 44    | 14 janvier | Cleveland             | V 110-102      | Anthony Edwards (26)  | Naz Reid (7)         | Anthony Edwards (7)   | Target Center 17 136        | 22 - 22 |
| 45    | 16 janvier | Utah                  | D 125-126      | Anthony Edwards (29)  | Kyle Anderson (11)   | Kyle Anderson (10)    | Target Center 16 477        | 22 - 23 |
| 46    | 18 janvier | @ Denver              | D 118-122      | Jaden McDaniels (18)  | Kyle Anderson (11)   | Kyle Anderson (8)     | Ball Arena 16 112           | 22 - 24 |
| 47    | 19 janvier | Toronto               | V 128-126      | D'Angelo Russell (25) | Kyle Anderson (10)   | Anthony Edwards (7)   | Target Center 16 318        | 23 - 24 |
| 48    | 21 janvier | Houston               | V 113-104      | Anthony Edwards (44)  | Kyle Anderson (7)    | D'Angelo Russell (8)  | Target Center 17 136        | 24 - 24 |
| 49    | 23 janvier | @ Houston             | D 114-119      | Anthony Edwards (31)  | Rudy Gobert (16)     | D'Angelo Russell (7)  | Toyota Center 13 811        | 24 - 25 |
| 50    | 25 janvier | @ La Nouvelle-Orléans | V 111-102      | Anthony Edwards (37)  | Rudy Gobert (12)     | Kyle Anderson (7)     | Smoothie King Center 14 877 | 25 - 25 |
| 51    | 27 janvier | Memphis               | V 111-100      | Anthony Edwards (25)  | Rudy Gobert (13)     | Edwards, Russell (7)  | Target Center 17 136        | 26 - 25 |
| 52    | 28 janvier | Sacramento            | V 117-110      | Anthony Edwards (34)  | Rudy Gobert (14)     | Edwards, Russell (6)  | Target Center 17 136        | 27 - 25 |
| 53    | 30 janvier | Sacramento            | D 111-118 (OT) | Anthony Edwards (33)  | Rudy Gobert (14)     | D'Angelo Russell (7)  | Target Center 15 342        | 27 - 26 |

| Match                  | Date match  | Équipe          | Score          | Meilleur marqueur     | Meilleur rebondeur    | Meilleur passeur         | Lieux Spectateurs               | Série   |
| ---------------------- | ----------- | --------------- | -------------- | --------------------- | --------------------- | ------------------------ | ------------------------------- | ------- |
| 54                     | 1er février | Golden State    | V 119-114 (OT) | D'Angelo Russell (29) | Naz Reid (13)         | Edwards, Russell (5)     | Target Center 17 136            | 28 - 26 |
| 55                     | 3 février   | Orlando         | D 120-127      | D'Angelo Russell (29) | D'Angelo Russell (10) | D'Angelo Russell (6)     | Target Center 17 136            | 28 - 27 |
| 56                     | 5 février   | Denver          | V 128-98       | Anthony Edwards (20)  | Rudy Gobert (8)       | D'Angelo Russell (10)    | Target Center 17 136            | 29 - 27 |
| 57                     | 7 février   | @ Denver        | D 112-146      | Edwards, Garza (19)   | Luka Garza (9)        | Wendell Moore (5)        | Ball Arena 18 307               | 29 - 28 |
| 58                     | 8 février   | @ Utah          | V 143-118      | Anthony Edwards (31)  | Josh Minott (11)      | Anthony Edwards (8)      | Vivint Smart Home Arena 18 206  | 30 - 28 |
| 59                     | 10 février  | @ Memphis       | D 107-128      | Jaylen Nowell (21)    | Rudy Gobert (10)      | Anthony Edwards (5)      | FedExForum 17 794               | 30 - 29 |
| 60                     | 13 février  | @ Dallas        | V 124-121      | Anthony Edwards (32)  | Rudy Gobert (14)      | Mike Conley, Jr. (9)     | American Airlines Center 20 325 | 31 - 29 |
| 61                     | 16 février  | Washington      | D 106-114      | Anthony Edwards (34)  | Rudy Gobert (19)      | Kyle Anderson (8)        | Target Center 17 136            | 31 - 30 |
| NBA All-Star Game 2023 |             |                 |                |                       |                       |                          |                                 |         |
| 62                     | 24 février  | Charlotte       | D 113-121      | Anthony Edwards (29)  | Rudy Gobert (10)      | Kyle Anderson (6)        | Target Center 17 136            | 31 - 31 |
| 63                     | 26 février  | @ Golden State  | D 104-109      | Naz Reid (30)         | Anderson, Reid (9)    | Conley, Jr., Edwards (7) | Chase Center 18 064             | 31 - 32 |
| 64                     | 28 février  | @ L.A. Clippers | V 108-101      | Jaden McDaniels (20)  | Kyle Anderson (10)    | Mike Conley, Jr. (7)     | Crypto.com Arena 17 022         | 32 - 32 |

| Match | Date match | Équipe         | Score           | Meilleur marqueur     | Meilleur rebondeur   | Meilleur passeur        | Lieux Spectateurs            | Série   |
| ----- | ---------- | -------------- | --------------- | --------------------- | -------------------- | ----------------------- | ---------------------------- | ------- |
| 65    | 3 mars     | @ L.A. Lakers  | V 110-102       | Rudy Gobert (22)      | Rudy Gobert (14)     | Jordan McLaughlin (6)   | Crypto.com Arena 18 997      | 33 - 32 |
| 66    | 4 mars     | @ Sacramento   | V 138-134       | Anthony Edwards (27)  | Rudy Gobert (14)     | Kyle Anderson (9)       | Golden 1 Center 18 111       | 34 - 32 |
| 67    | 7 mars     | Philadelphie   | D 94-117        | Anthony Edwards (32)  | Rudy Gobert (9)      | Trois joueurs (3)       | Target Center 17 136         | 34 - 33 |
| 68    | 10 mars    | Brooklyn       | D 123-124 (OT)  | Anthony Edwards (32)  | Rudy Gobert (13)     | Kyle Anderson (11)      | Target Center 17 136         | 34 - 34 |
| 69    | 13 mars    | @ Atlanta      | V 136-115       | Anthony Edwards (32)  | Kyle Anderson (10)   | Kyle Anderson (12)      | State Farm Arena 17 799      | 35 - 34 |
| 70    | 15 mars    | Boston         | D 102-104       | Anthony Edwards (28)  | Anthony Edwards (10) | Kyle Anderson (8)       | Target Center 17 136         | 35 - 35 |
| 71    | 17 mars    | @ Chicago      | D 131-139 (2OT) | Mike Conley, Jr. (28) | Rudy Gobert (19)     | Kyle Anderson (12)      | United Center 20 109         | 35 - 36 |
| 72    | 18 mars    | @ Toronto      | D 107-122       | Naz Reid (22)         | Rudy Gobert (12)     | Jordan McLaughlin (8)   | Scotiabank Arena 19 800      | 35 - 37 |
| 73    | 20 mars    | @ New York     | V 140-134       | Taurean Prince (35)   | Kyle Anderson (9)    | Mike Conley, Jr. (11)   | Madison Square Garden 19 812 | 36 - 37 |
| 74    | 22 mars    | Atlanta        | V 125-124       | Naz Reid (26)         | Rudy Gobert (12)     | Kyle Anderson (7)       | Target Center 17 136         | 37 - 37 |
| 75    | 26 mars    | @ Golden State | V 99-96         | Naz Reid (23)         | Rudy Gobert (18)     | Kyle Anderson (7)       | Chase Center 18 064          | 38 - 37 |
| 76    | 27 mars    | @ Sacramento   | V 119-115       | Jaden McDaniels (20)  | Rudy Gobert (16)     | Kyle Anderson (11)      | Golden 1 Center 18 151       | 39 - 37 |
| 77    | 29 mars    | @ Phoenix      | D 100-107       | Anthony Edwards (31)  | Rudy Gobert (15)     | Edwards, McLaughlin (6) | Footprint Center 17 071      | 39 - 38 |
| 78    | 31 mars    | L.A. Lakers    | D 111-123       | Mike Conley, Jr. (25) | Rudy Gobert (11)     | Mike Conley, Jr. (7)    | Target Center 18 978         | 39 - 39 |

| Match | Date match | Équipe              | Score     | Meilleur marqueur       | Meilleur rebondeur      | Meilleur passeur      | Lieux Spectateurs      | Série   |
| ----- | ---------- | ------------------- | --------- | ----------------------- | ----------------------- | --------------------- | ---------------------- | ------- |
| 79    | 2 avril    | Portland            | D 105-107 | Anthony Edwards (37)    | Rudy Gobert (15)        | Kyle Anderson (7)     | Target Center 18 978   | 39 - 40 |
| 80    | 4 avril    | @ Brooklyn          | V 107-102 | Anthony Edwards (23)    | Karl-Anthony Towns (14) | Kyle Anderson (10)    | Barclays Center 17 893 | 40 - 40 |
| 81    | 8 avril    | @ San Antonio       | V 151-131 | Anthony Edwards (33)    | Rudy Gobert (13)        | Jordan McLaughlin (9) | Moody Center 16 148    | 41 - 40 |
| 82    | 9 avril    | La Nouvelle-Orléans | V 113-108 | Karl-Anthony Towns (30) | Anthony Edwards (13)    | Mike Conley, Jr. (7)  | Target Center 18 978   | 42 - 40 |

### Play-in tournament
| Play-in Total: 1-1 (Domicile : 1-0; Extérieur : 0-1) |

| Match | Date match | Équipe        | Score          | Meilleur marqueur       | Meilleur rebondeur      | Meilleur passeur   | Lieux Spectateurs       | Série |
| ----- | ---------- | ------------- | -------------- | ----------------------- | ----------------------- | ------------------ | ----------------------- | ----- |
| 1     | 11 avril   | @ L.A. Lakers | D 102-108 (OT) | Karl-Anthony Towns (24) | Karl-Anthony Towns (11) | Kyle Anderson (13) | Crypto.com Arena 18 997 | 0 - 1 |

| Match | Date match | Équipe        | Score    | Meilleur marqueur       | Meilleur rebondeur      | Meilleur passeur      | Lieux Spectateurs    | Série |
| ----- | ---------- | ------------- | -------- | ----------------------- | ----------------------- | --------------------- | -------------------- | ----- |
| 1     | 14 avril   | Oklahoma City | V 120-95 | Karl-Anthony Towns (28) | Karl-Anthony Towns (11) | Edwards, Anderson (6) | Target Center 19 304 | 1 - 0 |

### Playoffs
| Playoffs Total: 1-4 (Domicile : 1-1; Extérieur : 0-3) |

| Match | Date match | Équipe   | Score          | Meilleur marqueur    | Meilleur rebondeur      | Meilleur passeur     | Lieux Spectateurs    | Série |
| ----- | ---------- | -------- | -------------- | -------------------- | ----------------------- | -------------------- | -------------------- | ----- |
| 1     | 16 avril   | @ Denver | D 80-109       | Anthony Edwards (18) | Rudy Gobert (13)        | Anthony Edwards (5)  | Ball Arena 19 628    | 0 - 1 |
| 2     | 19 avril   | @ Denver | D 113-122      | Anthony Edwards (41) | Karl-Anthony Towns (12) | Mike Conley, Jr. (7) | Ball Arena 19 683    | 0 - 2 |
| 3     | 21 avril   | Denver   | D 111-120      | Anthony Edwards (36) | Rudy Gobert (10)        | Kyle Anderson (6)    | Target Center 19 536 | 0 - 3 |
| 4     | 23 avril   | Denver   | V 114-108 (OT) | Anthony Edwards (34) | Rudy Gobert (15)        | Mike Conley, Jr. (8) | Target Center 18 978 | 1 - 3 |
| 5     | 25 avril   | @ Denver | D 109-112      | Anthony Edwards (29) | Rudy Gobert (15)        | Mike Conley, Jr. (9) | Ball Arena 19 691    | 1 - 4 |

### Confrontations en saison régulière
| Conférence Est      | Conférence Est                              | Conférence Est                              | Conférence Ouest                            | Conférence Ouest                            | Conférence Ouest                            | Conférence Ouest                            | Conférence Ouest                            |
| Division Atlantique | Division Atlantique                         | Division Atlantique                         | Division Nord-Ouest                         | Division Nord-Ouest                         | Division Nord-Ouest                         | Division Nord-Ouest                         | Division Nord-Ouest                         |
| Équipe              | Domicile                                    | Extérieur                                   | Équipe                                      | Domicile                                    | Domicile                                    | Extérieur                                   | Extérieur                                   |
| ------------------- | ------------------------------------------- | ------------------------------------------- | ------------------------------------------- | ------------------------------------------- | ------------------------------------------- | ------------------------------------------- | ------------------------------------------- |
| Boston              | 102-104                                     | 109-121                                     | Denver                                      | 124-111                                     | 128-98                                      | 118-122                                     | 112-146                                     |
| Brooklyn            | 123-124 (OT)                                | 107-102                                     |                                             |                                             |                                             |                                             |                                             |
| New York            | 107-120                                     | 140-134                                     | Oklahoma City                               | 115-108                                     | 128-135                                     | 116-106                                     | 112-110                                     |
| Philadelphie        | 94-117                                      | 112-109                                     | Portland                                    | 113-106                                     | 105-107                                     | 118-124                                     | 112-133                                     |
| Toronto             | 128-126                                     | 107-122                                     | Utah                                        | 126-132 (OT)                                | 125-126                                     | 118-108                                     | 143-118                                     |
| Division            | 4-6 (Domicile : 1-4; Extérieur : 3-2)       | 4-6 (Domicile : 1-4; Extérieur : 3-2)       | Division                                    | 8-8 (Domicile : 4-4; Extérieur : 4-4)       | 8-8 (Domicile : 4-4; Extérieur : 4-4)       | 8-8 (Domicile : 4-4; Extérieur : 4-4)       | 8-8 (Domicile : 4-4; Extérieur : 4-4)       |
| Division Centrale   | Division Centrale                           | Division Centrale                           | Division Pacifique                          | Division Pacifique                          | Division Pacifique                          | Division Pacifique                          | Division Pacifique                          |
| Équipe              | Domicile                                    | Extérieur                                   | Équipe                                      | Domicile                                    | Domicile                                    | Extérieur                                   | Extérieur                                   |
| Chicago             | 150-126                                     | 131-139 (2OT)                               | Golden State                                | 114-137                                     | 119-114 (OT)                                | 104-109                                     | 99-96                                       |
| Cleveland           | 110-102                                     | 129-124                                     | L.A. Clippers                               | 128-115                                     |                                             | 88-99                                       | 108-101                                     |
| Detroit             | 104-116                                     | 118-135                                     | L.A. Lakers                                 | 111-102                                     | 111-123                                     | 110-102                                     |                                             |
| Indiana             | 121-115                                     | 115-101                                     | Phoenix                                     | 117-129                                     | 121-116                                     | 107-116                                     | 100-107                                     |
| Milwaukee           | 102-115                                     | 114-123                                     | Sacramento                                  | 117-110                                     | 111-118 (OT)                                | 138-134                                     | 119-115                                     |
| Division            | 5-5 (Domicile : 3-2; Extérieur : 2-3)       | 5-5 (Domicile : 3-2; Extérieur : 2-3)       | Division                                    | 10-8 (Domicile : 5-4; Extérieur : 5-4)      | 10-8 (Domicile : 5-4; Extérieur : 5-4)      | 10-8 (Domicile : 5-4; Extérieur : 5-4)      | 10-8 (Domicile : 5-4; Extérieur : 5-4)      |
| Division Sud-Est    | Division Sud-Est                            | Division Sud-Est                            | Division Sud-Ouest                          | Division Sud-Ouest                          | Division Sud-Ouest                          | Division Sud-Ouest                          | Division Sud-Ouest                          |
| Équipe              | Domicile                                    | Extérieur                                   | Équipe                                      | Domicile                                    | Domicile                                    | Extérieur                                   | Extérieur                                   |
| Atlanta             | 125-124                                     | 136-115                                     | Dallas                                      | 116-106                                     | 99-104                                      | 124-121                                     |                                             |
| Charlotte           | 113-121                                     | 108-110                                     | Houston                                     | 129-117                                     | 113-104                                     | 104-96                                      | 114-119                                     |
| Miami               | 105-101                                     | 110-113                                     | Memphis                                     | 109-101                                     | 111-100                                     | 103-114                                     | 107-128                                     |
| Orlando             | 120-127                                     | 126-108                                     | New Orleans                                 | 113-108                                     |                                             | 118-119                                     | 111-102                                     |
| Washington          | 106-114                                     | 127-142                                     | San Antonio                                 | 106-115                                     | 134-122                                     | 98-107                                      | 151-131                                     |
| Division            | 4-6 (Domicile : 2-3; Extérieur : 2-3)       | 4-6 (Domicile : 2-3; Extérieur : 2-3)       | Division                                    | 11-7 (Domicile : 7-2; Extérieur : 4-5)      | 11-7 (Domicile : 7-2; Extérieur : 4-5)      | 11-7 (Domicile : 7-2; Extérieur : 4-5)      | 11-7 (Domicile : 7-2; Extérieur : 4-5)      |
| Conférence          | 13-17 (Domicile : 6-9; Extérieur : 7-8)     | 13-17 (Domicile : 6-9; Extérieur : 7-8)     | Conférence                                  | 29-23 (Domicile : 16-10; Extérieur : 13-13) | 29-23 (Domicile : 16-10; Extérieur : 13-13) | 29-23 (Domicile : 16-10; Extérieur : 13-13) | 29-23 (Domicile : 16-10; Extérieur : 13-13) |
| Total               | 42-40 (Domicile : 22-19; Extérieur : 20-21) | 42-40 (Domicile : 22-19; Extérieur : 20-21) | 42-40 (Domicile : 22-19; Extérieur : 20-21) | 42-40 (Domicile : 22-19; Extérieur : 20-21) | 42-40 (Domicile : 22-19; Extérieur : 20-21) | 42-40 (Domicile : 22-19; Extérieur : 20-21) | 42-40 (Domicile : 22-19; Extérieur : 20-21) |

## Classements
| Conférence Ouest | Conférence Ouest                     | Conférence Ouest | Conférence Ouest | Conférence Ouest | Conférence Ouest | Conférence Ouest | Conférence Ouest |
| No               | Franchise                            | Vic.             | Def.             | MJ               | V/D              | GB               |                  |
| ---------------- | ------------------------------------ | ---------------- | ---------------- | ---------------- | ---------------- | ---------------- | ---------------- |
| 1                | c - Nuggets de Denver                | 53               | 29               | 82               | .646             | -                |                  |
| 2                | y - Grizzlies de Memphis             | 51               | 31               | 82               | .622             | 2                |                  |
| 3                | y - Kings de Sacramento              | 48               | 34               | 82               | .585             | 5                |                  |
| 4                | x - Suns de Phoenix                  | 45               | 37               | 82               | .549             | 8                |                  |
| 5                | x - Clippers de Los Angeles          | 44               | 38               | 82               | .537             | 9                |                  |
| 6                | x - Warriors de Golden State         | 44               | 38               | 82               | .537             | 9                |                  |
|                  |                                      |                  |                  |                  |                  |                  |                  |
| 7                | x - Lakers de Los Angeles            | 43               | 39               | 82               | .524             | 10               |                  |
| 8                | x - Timberwolves du Minnesota        | 42               | 40               | 82               | .512             | 11               |                  |
| 9                | pi - Pelicans de La Nouvelle-Orléans | 42               | 40               | 82               | .512             | 11               |                  |
| 10               | pi - Thunder d'Oklahoma City         | 40               | 42               | 82               | .488             | 13               |                  |
|                  |                                      |                  |                  |                  |                  |                  |                  |
| 11               | o - Mavericks de Dallas              | 38               | 44               | 82               | .463             | 15               |                  |
| 12               | o - Jazz de l'Utah                   | 37               | 45               | 82               | .451             | 16               |                  |
| 13               | o - Trail Blazers de Portland        | 33               | 49               | 82               | .402             | 20               |                  |
| 14               | o - Rockets de Houston               | 22               | 60               | 82               | .268             | 31               |                  |
| 15               | o - Spurs de San Antonio             | 22               | 60               | 82               | .268             | 31               |                  |

| Division Nord-Ouest            | V  | D  | MJ | V/D  | GB | Dom   | Ext   | Div  |
| ------------------------------ | -- | -- | -- | ---- | -- | ----- | ----- | ---- |
| y - Nuggets de Denver          | 53 | 29 | 82 | .646 | –  | 34-7  | 19-22 | 10-6 |
| pi - Timberwolves du Minnesota | 42 | 40 | 82 | .512 | 11 | 22-19 | 20-21 | 8-8  |
| pi - Thunder d'Oklahoma City   | 40 | 42 | 82 | .488 | 13 | 24-17 | 16-25 | 9-7  |
| o - Jazz de l'Utah             | 37 | 45 | 82 | .451 | 16 | 23-18 | 14-27 | 6-10 |
| o - Trail Blazers de Portland  | 33 | 49 | 82 | .402 | 20 | 17-24 | 16-25 | 7-9  |